# Arlene Sanford
Pour les articles homonymes, voir Sanford.
Arlene Sanford est une réalisatrice, scénariste et productrice.

## Filmographie

### comme réalisatrice
- 1984 : La Ligne de chance (Rituals) (série télévisée)
- 1986 : Welcome Home
- 1987 : The Days and Nights of Molly Dodd (série télévisée)
- 1987 : Flic à tout faire (Hooperman) (série télévisée)
- 1988 : Eisenhower & Lutz (série télévisée)
- 1990 : Dream On (série télévisée)
- 1990 : Ferris Bueller (série télévisée)
- 1991 : Les Sœurs Reed (Sisters) (série télévisée)
- 1993 : Arly Hanks (téléfilm)
- 1994 : Le Babymaker (The Babymaker: The Dr. Cecil Jacobson Story) (téléfilm)
- 1994 : All-American Girl (série télévisée)
- 1995 : Pride & Joy (série télévisée)
- 1995 : Une fille à scandales (The Naked Truth) (série télévisée)
- 1995 : Caroline in the City (série télévisée)
- 1995 : Too Something (série télévisée)
- 1996 : The Last Frontier (en) (série télévisée)
- 1996 : Les Nouvelles Aventures de la famille Brady (A Very Brady Sequel)
- 1997 : Temporarily Yours (série télévisée)
- 1998 : Sacré Père Noël (I'll Be Home for Christmas)
- 1999 : Deuxième chance (Once and Again) (série télévisée)
- 1999 : Ally (série télévisée)
- 1999 : Wasteland (série télévisée)
- 2000 : Battery Park (en) (série télévisée)
- 2000 : Boston Public (série télévisée)
- 2000 : Malcolm (série TV)
  - Alerte rouge
  - Les Funérailles
  - La Nouvelle Tête d'ampoule
- 2002 : Frank McKlusky, C.I. (vidéo)
- 2003 : Eve (série TV)
- 2003 : Miss Match (série TV)
- 2006 : What About Brian (série TV)
- 2007- 2009 : Medium (série TV)
- 2008 : Monk (série TV)
- 2008 : Grey's Anatomy (série TV)
- 2009 : Monsieur Décembre (12 Men of Christmas) (TV)
- 2011 : Bonne chance Charlie, le film (film)

### comme scénariste
- 1993 : Arly Hanks (TV)

### comme productrice
- 1986 : Welcome Home